# Fox Air
Fox Air (auch Foxair) war eine deutsche Fluggesellschaft mit Sitz in Augsburg, die seit Anfang 2002 im Geschäftsreiseverkehr tätig war.
Die Gesellschaft gehörte dem Bauunternehmer Thomas Fuchs. Im Mai 2006 verlegte die Gesellschaft ihren Sitz nach München und stellte den eigenen Flugbetrieb ein. Die Flotte umfasste eine Cessna Citation CJ2 und einen Helicopter Bell 206L.